# Konsulat Generalny Ukrainy we Wrocławiu
Konsulat Generalny Ukrainy we Wrocławiu (ukr. Генеральне консульство України у Вроцлаві) – ukraińska placówka konsularna mieszcząca się we Wrocławiu.
Konsulat został otwarty 17 stycznia 2022 roku.

## Siedziba
Konsulat mieści się w Kamienicy Pod Złotym Koszykiem z XVI w. przy pl. Biskupa Nankiera 7 (2022-). 

## Konsulowie generalni we Wrocławiu
- od 2022 – Jurij Tokar